# Helga Hahnemann

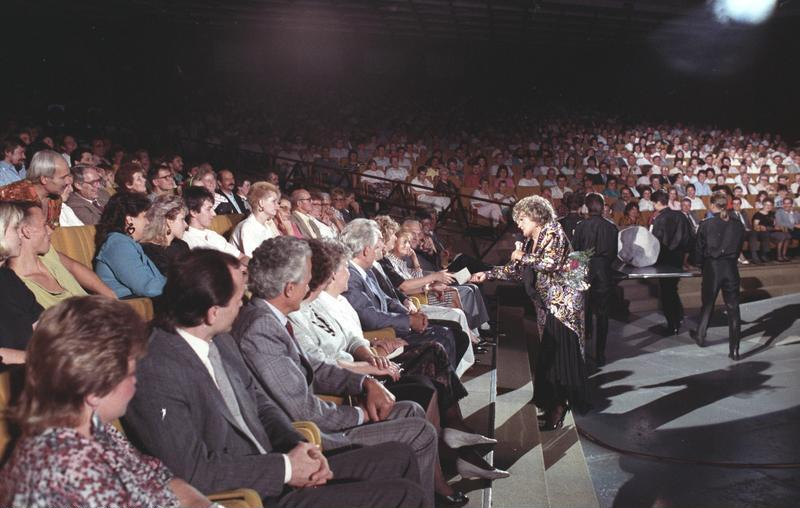
Ein Kessel Buntes im Palast der Republik mit Helga Hahnemann als Moderatorin, Sendung vom 23. September 1989

Helga Hahnemann, auch Henne genannt (* 8. September 1937 in Berlin-Wilhelmsruh; † 20. November 1991 in Berlin-Buch), war eine deutsche Entertainerin, Kabarettistin, Sängerin und Schauspielerin.

## Leben und Karriere

### Ausbildung und Anfänge

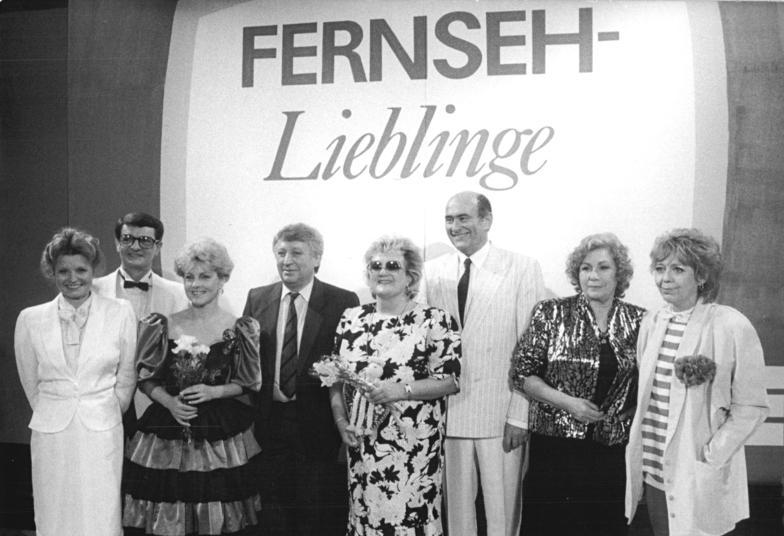
Helga Hahnemann (Fünfte von links) als Fernsehliebling 1987

Von 1956 bis 1959 besuchte Helga Hahnemann die Schauspielschule in Berlin-Niederschöneweide. 1959 debütierte sie an der Leipziger Pfeffermühle, ab 1961 war sie in Berlin unter anderem beim Deutschen Fernsehfunk tätig. Sie wirkte bei dem satirischen Fernsehkabarett Tele-BZ mit, das sich westdeutschen Themen zuwandte und sich auch an das Westberliner Publikum richtete. Dort gehörte sie über zehn Jahre neben Ingeborg Krabbe, Ingeborg Naß, Hans-Joachim Hanisch und Sergio Günther zum Stammensemble, das später immer mehr um Chansons und Lieder ergänzt wurde. Das DDR-Plattenlabel Amiga veröffentlichte 1967 unter dem Titel Mensch, Haste Töne ... die Lieder und Songs der Tele-BZ. Für ihren Auftritt in über 30 Folgen der Tele-BZ erhielt sie den Kunstpreis des Freien Deutschen Gewerkschaftsbunds der DDR.

### Karriere beim DFF
Ab 1969 gehörte Hahnemann fest dem Ensemble des Deutschen Fernsehfunks an und arbeitete beispielsweise für das Fernsehtheater Moritzburg. Ende der 1970er Jahre entwickelte sie sich mit der ihr eigenen „Berliner Schnauze“ zu einer der beliebtesten Entertainerinnen der DDR. Im Berliner Rundfunk moderierte sie ab Ende der 1970er Jahre die Sendung Helgas Top(p)-Musike, wovon auch drei Fernsehshows produziert wurden. Als Sängerin feierte sie Erfolge mit Schlagern wie Wo ist mein Jeld bloß geblieben, Jetzt kommt dein Süßer, U-Bahn-Beat, 100 mal Berlin, Clärchens Ballhaus (mit Hartmut Schulze-Gerlach) und Een kleenet Menschenkind. Die meisten Titel wurden von ihrer Freundin Angela Gentzmer als Texterin und Arndt Bause als Komponist geschrieben.
Beliebt war Hahnemann auch durch ihre Moderationen der Sendung Ein Kessel Buntes sowie ihre zahlreichen Sketche, etwa mit Rolf Herricht, Herbert Köfer, Walter Plathe, Eberhard Cohrs, Hartmut Schulze-Gerlach, Dagmar Gelbke und Ingeborg Naß, mit der sie ein Arbeiterkabarett in Berlin leitete. In der 100. Ein-Kessel-Buntes-Ausgabe im Jahr 1989 spielte sie in dem Sketch Hammer für zwei mit Alfred Müller eine Gerichtsszene nach, die bis heute neben Dinner for One traditionell zu Silvester im Fernsehen gezeigt wird.
1976 spielte Hahnemann die Stiefschwester Marianne in dem Märchenfilm Aschenbrödel nach der gleichnamigen Vorlage des russischen Schriftstellers Jewgeni Lwowitsch Schwarz. In der Rolle der Erna Mischke war sie zusammen mit Rolf Herricht, Gerd E. Schäfer, Margot Ebert, Traute Sense und Heinz Behrens von 1976 bis 1980 regelmäßig an jedem Silvester in der TV-Lustspiel-Reihe Maxe Baumann zu sehen. In Hahnemanns „Frühstück“-Sketch übernahm sie an der Seite von Rolf Herricht, nach dessen überraschendem frühen Tod kurzzeitig von Herbert Köfer, mit der Figur der Traudel Schulze eine ihrer Paraderollen. Auch ihre Rolle in der Maxe-Baumann-Reihe beendete sie nach Herrichts Tod, mit dem sie dort ein Paar gebildet hatte. Dennoch war sie auch danach weiter in für das Fernsehen produzierten Theater-Lustspielen zu sehen.
Daneben betätigte Hahnemann sich auch als Synchronsprecherin; sie lieh unter anderem in drei Olsenbande-Filmen der weiblichen Hauptfigur Yvonne Jensen, gespielt von Kirsten Walther, ihre Stimme.

### Späte Jahre und Tod

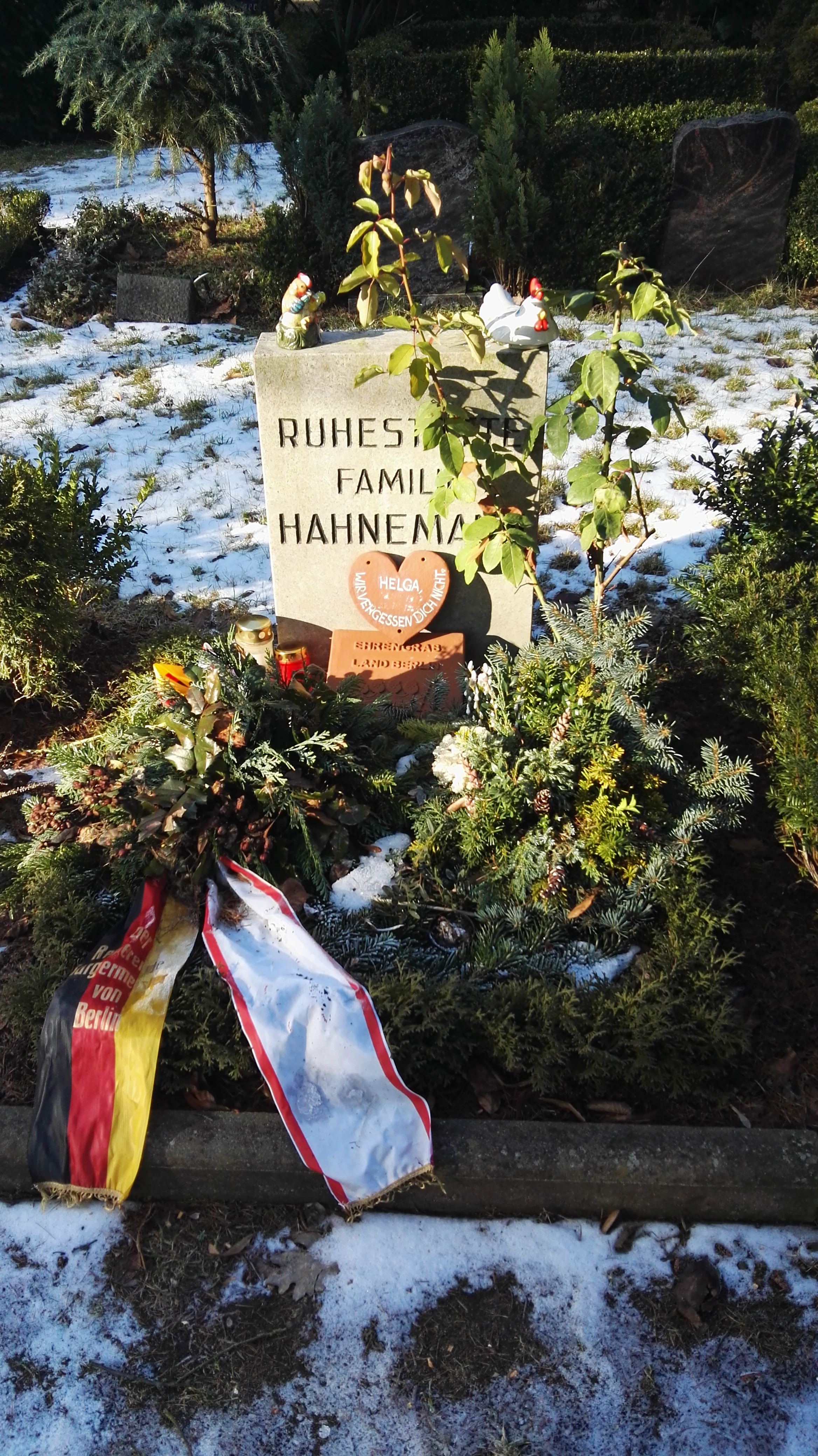
Grabstätte

Nach der Wende versuchte Hahnemann auch im nun wiedervereinigten Deutschland neues Publikum zu gewinnen. Im November 1991, etwa zwei Wochen vor ihrem Tod, wurde bei ihr Lungenkrebs im Endstadium diagnostiziert – Hahnemann war bis Mitte der 1980er-Jahre Kettenraucherin gewesen. Für Silvester 1991 war noch eine große Silvestershow mit ihr als Moderatorin geplant, die nicht mehr realisiert werden konnte. Am 20. November 1991 starb Helga Hahnemann in Berlin-Buch mit 54 Jahren an den Folgen ihrer Erkrankung. Sie wurde in einem Familiengrab auf dem Friedhof Pankow VII in Berlin-Wilhelmsruh beigesetzt, das seit November 2010 Ehrengrab des Landes Berlin ist. Nach ihrem Tod erschienen mehrere Artikelserien und Bücher über sie. 2004 sang Ingeborg Krabbe unter dem Titel Henne, wir vermissen Dir eine Hommage an sie.

## Ehrungen

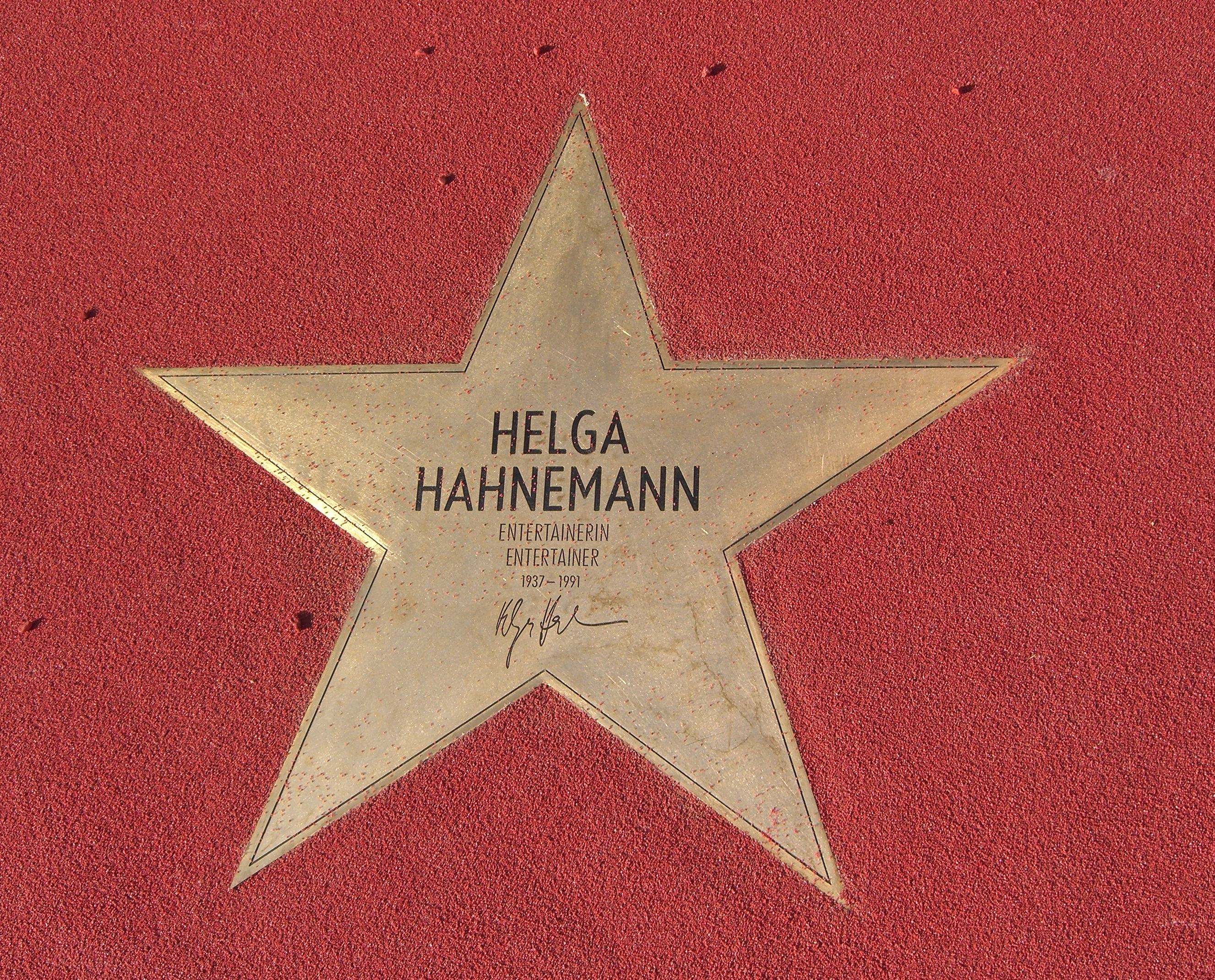
Stern von Helga Hahnemann auf dem Boulevard der Stars in Berlin

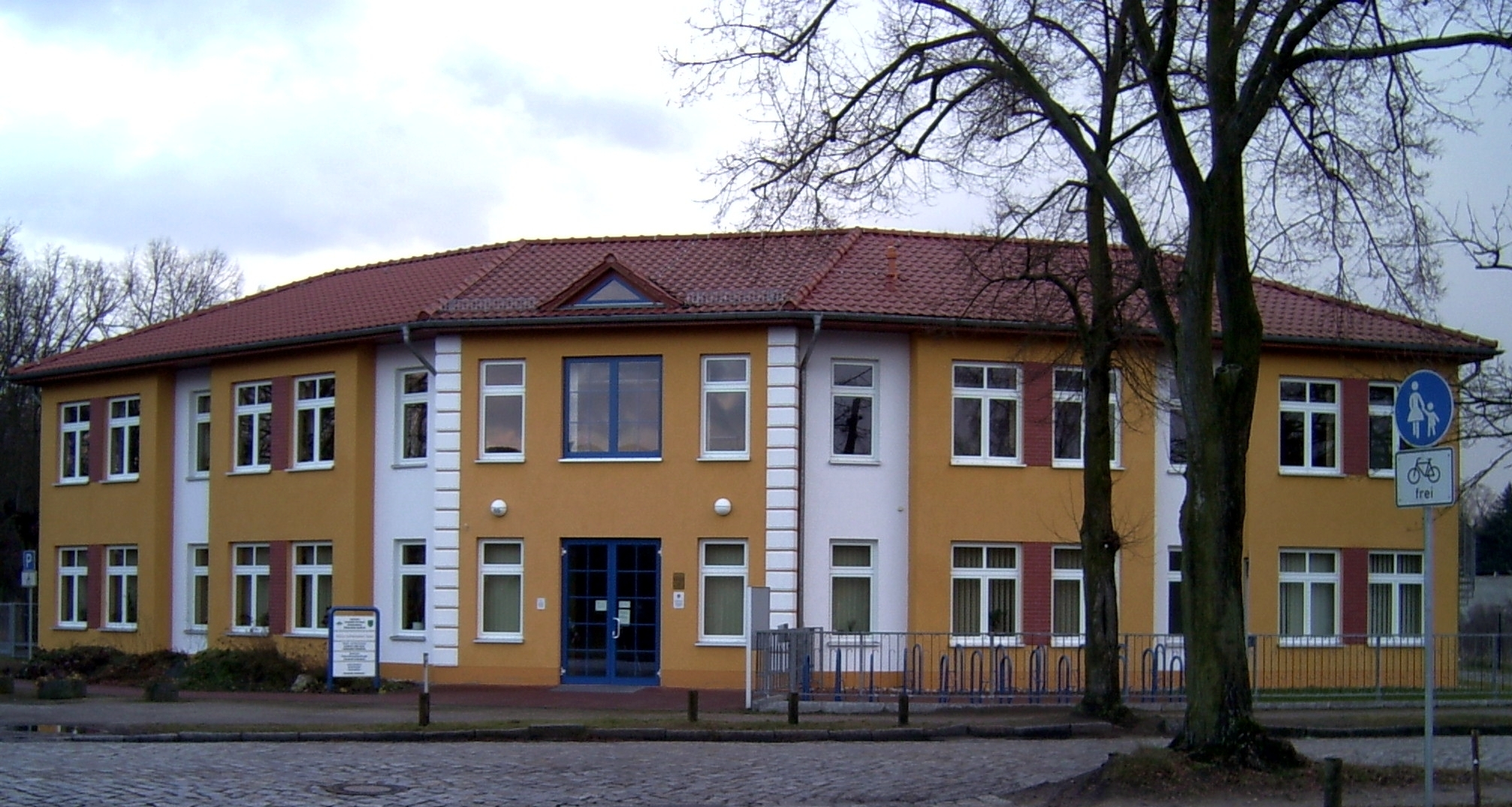
Helga-Hahnemann-Haus in Schöneiche

1982 wurde Hahnemann mit dem Kunstpreis der DDR und 1987 mit dem Nationalpreis der DDR für Kunst und Literatur III. Klasse ausgezeichnet. Der von der Zeitschrift Superillu sowie dem MDR und dem rbb jährlich vergebene Publikumspreis Goldene Henne ist ihr gewidmet. Das in den 2000er Jahren in ihrem langjährigen und letzten Wohnort Schöneiche errichtete Gemeindehaus, in dem unter anderem die Musikschule des Ortes untergebracht ist, wurde ihr zu Ehren Helga-Hahnemann-Haus genannt. Eine Straße im Schönefelder Ortsteil Großziethen trägt ihren Namen. Die Benennung eines Fußweges in der Nähe des Friedrichstadt-Palastes in Berlin-Mitte auf Initiative von Künstlern wurde nicht realisiert. Nach Hahnemanns 30. Todestag wollten die Bezirke Mitte, Pankow und Treptow-Köpenick Straßen nach Hahnemann benennen. Am 18. April 2024 wurde der Beschluss der Bezirksverordnetenversammlung Treptow-Köpenick aus dem Jahr 2022, eine Helga-Hahnemann-Straße einzuweihen, im neu entwickelten Quartier Wohnwerk in Niederschöneweide umgesetzt.
Eine posthume Biografie wurde bislang in sechs Auflagen veröffentlicht. Im September 2010 wurde ihr ein Stern auf dem Boulevard der Stars in Berlin gewidmet. Der Maler Joachim Tilsch gestaltete ein Bild mit dem Titel „Schöneicher Frühstück“ für das zentrale örtliche Einkaufszentrum, das die drei prominentesten Schöneicher Unterhaltungskünstler, neben Heinz Schröder und Otto Häuser, auch Helga Hahnemann zeigt.

## Filmografie (Auswahl)

### Fernsehfilme
- 1962: Ist doch kein Wunder
- 1963: Humphrey George
- 1963: Liebe postlagernd
- 1963: Die Räuberbande
- 1963: Tresorknacker
- 1963: Der Lord von Finkenwerder
- 1964: Berlin bleibt Berlin
- 1965: Nichterfasstes Zimmer zu vermieten
- 1968: Die entführte Braut
- 1969: Kinder, Kinder ... (Fernsehtheater Moritzburg)
- 1972: Bettina von Arnim
- 1972: Kinder, Kinder…
- 1973: Der Mann
- 1974: Galgenbergstory
- 1974: Maria und der Paragraph
- 1974: Der Leutnant vom Schwanenkietz (Dreiteiler)
- 1974: Warum kann ich nicht artig sein?
- 1975: Die Seefee
- 1975: Eine Stunde Aufenthalt
- 1976: Krach im Hochhaus
- 1976: Aschenbrödel
- 1978: Auf Station 23
- 1978: Ein Hahn im Korb
- 1980: Anna und das Familiengespenst
- 1981: Streichquartett (Fernsehtheater Moritzburg)
- 1982: Hoffnungslose Fälle

### Fernsehreihen
- 1972: Polizeiruf 110: Ein bißchen Alibi
- 1972: Polizeiruf 110: Das Ende einer Mondscheinfahrt
- 1973: Der Staatsanwalt hat das Wort: Unverhofftes Wiedersehen
- 1976: Der Staatsanwalt hat das Wort: Ich hab’ nichts anzuziehen
- 1976: Maxe Baumann: Ferien ohne Ende
- 1977: Maxe Baumann: Keine Ferien für Max
- 1978: Maxe Baumann: Max auf Reisen
- 1979: Maxe Baumann: Überraschung für Max
- 1980: Maxe Baumann: Max in Moritzhagen
- 1987: Maxe Baumann aus Berlin

### Fernsehshows
- 1960–1971: Tele-BZ
- 1976: Heinz-Rennhack-Show
- 1979–1989: Ein Kessel Buntes (Moderation, siehe Episodenliste)
- 1980–1985: Helgas Top(p)-Musike

### Synchronisation und Sprechrollen
- 1962: Unser Sandmännchen (Stimme, als Kobold Nickeneck)
- 1967: Der Trommler (DEFA-Puppentrickfilm; als Sprecherin)
- 1968: Feuerwehr Felicitas (Puppentrickfilmserie; als Hauptmann Felix)
- 1967: Hans Georg Herde: Kuddelmuddel in Pilzhausen (Tochter) – Regie: Detlef Kurzweg (Kinderhörspiel/Kurzhörspiel/Rätselsendung – Rundfunk der DDR)
- 1968: Giles Cooper: Die unverdauliche Auster – Regie: Wolfgang Brunecker (Hörspielkomödie – Rundfunk der DDR)
- 1970–1990: Mit Jan und Tini auf Reisen (Stimme)
- 1974: Hans-Jürgen Bloch: Nicht nur tausendjährige Eichen (Verwalterin) – Regie: Joachim Staritz (Hörspiel – Rundfunk der DDR)
- 1974: Wolf D. Brennecke: Abriss eines Hauses (Ursel Hennebo) – Regie: Fritz-Ernst Fechner (Hörspiel – Rundfunk der DDR)
- 1974: Hans Siebe: Die roten Schuhe (Frau) – Regie: Barbara Plensat (Kriminalhörspiel – Rundfunk der DDR)
- 1974–1977: Olsenbande Film 6, 7 und 9 (als Yvonne)

## Diskographie
- Helga Hahnemann – Jetzt kommt die Süße ... (LP) Amiga 1983 (8 56 029).
- Helga – dicke da (LP) Amiga 1986 (8 56 194).
- Big Helga (LP) Amiga 1989 (8 56 488).